# Compsidolon salicellum
Compsidolon salicellum är en insektsart som först beskrevs av Herrich-schaeffer 1841.  Compsidolon salicellum ingår i släktet Compsidolon och familjen ängsskinnbaggar. Arten är reproducerande i Sverige. Inga underarter finns listade i Catalogue of Life.